# Opercularia apiciflora
Opercularia apiciflora là một loài thực vật có hoa trong họ Thiến thảo. Loài này được Labill. ex Juss. mô tả khoa học đầu tiên năm 1804.